# Talencieux
 Talencieux é uma comuna francesa na região administrativa de Auvérnia-Ródano-Alpes, no departamento de Ardèche. Estende-se por uma área de 7,10 km². Em 2010 a comuna tinha 1 113 habitantes (densidade: 156,8 hab./km²).